# پنج خیم روحانیان
پنج خیم روحانیان کتابی است از زمان ساسانیان که دارای دو بخش است. بخش نخست آن شامل توصیف پنج خصوصیتی است که روحانیان باید دارا باشند. پس از آن ده اندرز آمده‌ است که به نظر می‌رسد خطاب به روحانیان باشد. تحریر دیگری از همین متن در گزیده‌های زادسپرم (فصل ۲۷) آمده‌است فهرستی از دو خصوصیتی که روحانیان باید دارا باشند، به تحریر پازند در دست است که با این ده اندرز شباهت‌هایی دارد. متن این اندرزنامه در متون پهلوی به چاپ رسیده و به فارسی نیز ترجمه شده‌ است.